# Premiile Oscar
Premiile Academiei Americane de Film, cunoscute sub numele de Premiile Oscar, reprezintă un grup de 24 de premii decernate anual de către Academia Americană a Artelor și Științelor Filmului (AMPAS) în domeniul filmului. Academia are sediul în Los Angeles, Statele Unite ale Americii. Organizația avea în anul 2002 peste 6.000 de membri, toți profesioniști în diverse specialități ale cinematografiei, și anume producători, regizori, actori, directori și editori de imagine, sunetiști, precum și mulți alții.
Premiile, care constau din copii aurite ale aceleiași statuete, cunoscută informativ și ca Oscar, se acordă pentru 24 de categorii diferite, pentru varii merite artistice și tehnice din industria filmului, recunoscând excelența din anul anterior, așa cum a fost votat de membrii Academiei. 
Numele oficial al premiului este Academy Award of Merit, deși denumirea sa populară este Oscar. Statueta, reprezentând un bărbat stilizat în poziție verticală, cu mâinile împreunate la nivelul pieptului, a fost realizată prima dată de sculptorul George Stanley după un desen a lui Cedric Gibbons, fiind prima dată prezentată în 1929 la un dejun privat oferit și găzduit de Douglas Fairbanks la Hollywood Roosevelt Hotel.
Prima ceremonie televizată a fost cea din 1953, iar în prezent este difuzată în mai mult de 200 de țări. Premiul Oscar este cea mai veche ceremonie de premii, cu echivalentul său, Emmy în televiziune, Tony în teatru și Grammy în muzică fiind modelate după acesta. Este considerat a fi cel mai prestigios premiu din cinematografie, urmat de Globul de Aur.

## Istoric
Statueta, care reprezintă un bărbat gol cu o spadă cu șase laturi ale lamei (numărul de categorii premiate la momentul acela) în mână înfiptă într-o rolă de film, se numește Oscar deoarece conform unei legende, actrița Margaret Herrick ar fi exclamat la vederea statuetei că seamănă cu unchiul ei Oscar.
Prima ceremonie de decernare a premiilor Academiei desfășurată la 16 mai 1929 la hotelul Hollywood Roosevelt, a decurs fără surprize, numele premiaților cunoscându-se deja de la 18 februarie.
Inițial, în concurs se prezentau peliculele lansate în Los Angeles între 1 august și 31 iulie anul anterior ceremoniei de decernare. Pentru ceremonia din 1933 termenul a fost prelungit până la 31 decembrie 1932, iar din 1934 filmele participante trebuie să fi fost lansate între 1 ianuarie și 31 decembrie anul anterior ceremoniei.
Datorită condiției ca filmul să fi fost proiectat la Los Angeles, Charles Chaplin a obținut 1973 premiul Oscar pentru cea mai bună coloană sonoră pentru filmul Limelight, un film care fusese realizat în 1952.
Alegerea câștigătorilor se face în două etape. În prima etapă sunt nominalizați la Oscar cinci candidați. Această nominalizare este făcută de membrii Academiei care aparțin aceleași specialități cu cei nominalizați. Astfel, actorii nominalizează actori, scenariștii - scenariști și așa mai departe. În schimb, câștigătorul de la fiecare categorie este ales de către toți membri Academiei, indiferent de specialitate. Voturile sunt secrete, astfel că nici unul dintre membrii Academiei nu cunoaște rezultatele anticipat. Scrutinul este efectuat de către o firmă prestigioasă de revizie contabilă, care este însărcinată cu centralizarea voturilor. Până în momentul ceremoniei în care sunt prezentați cei nominalizați la fiecare categorie și plicul sigilat cu numele câștigătorului este deschis, numele câștigătorilor nu este cunoscut.
Premiile Oscar sunt foarte populare iar alegerea câștigătorului a diversificat lumea pariurilor, adăugând la selecția cazinourilor un pariu pe rezultat deja determinat.

## Categorii
Categoriile premiate au suferit câteva schimbări cu trecerea timpului. Actualmente, cele mai importante sunt următoarele:
| - Cel mai bun film - Cel mai bun regizor - Cel mai bun actor - Cea mai bună actriță - Cel mai bun actor în rol secundar - Cea mai bună actriță în rol secundar - Cel mai bun scenariu original - Cel mai bun scenariu adaptat - Cea mai bună imagine - Cel mai bun montaj - Cea mai bună coloană sonoră - Cea mai bună melodie originală | - Cele mai bune decoruri - Cele mai bune costume - Cel mai bun machiaj - Cel mai bun sunet - Cele mai bune efecte vizuale - Cel mai bun film străin - Cel mai bun film de animație - Cel mai bun film documentar - Cel mai bun scurt metraj documentar - Cel mai bun scurt metraj - Cel mai bun scurt metraj de animație |

O altă categorie, numită Cel mai bun film muzical original, încă este în cursă și nu a fost încă retrasă. Totuși, datorită numărului mic de filme muzicale ce se produc în fiecare an, acest premiu nu a mai fost acordat din 1984.

### Categorii retrase
- Cel mai bun regizor asistent: 1933-1937
- Cea mai bună coregrafie: 1935-1937
- Cele mai bune efecte inginerești: doar în 1928
- Cel mai bun montaj sonor: 1963-2019
- Cea mai bună coloană sonoră pentru un film muzical sau comedie: 1995-1999
- Cea mai bună poveste originală: 1928-1956
- Cea mai bună coloană sonoră adaptată: 1962-1969; 1973
- Cel mai bun scurt metraj color: 1936 si 1937
- Cel mai bun scurt metraj - două role: 1936-1956
- Cel mai bun titlu: doar în 1928
- Cea mai bună producție unică și de calitate artistică: doar în 1928

### Categorii propuse
- Cea mai bună distribuție: respinsă în 1999, va fi introdusă începând din 2026
- Cele mai bune cascadorii: respinsă anual din 1991 până în 2012
- Cel mai bun design de titlu: respinsă în 1999

### Premii speciale
Există premii speciale, votate de comitete speciale:
1. Premiul Juvenil al Academiei – între 1934 și 1960
2. Premiul Onorific sau special – din 1928
3. Premiul Memorial Irving G. Thalberg – din 1938
4. Premiul Jean Hersholt
5. Premiul Gordon E. Sawyer
6. Premiul Oscar pentru merite speciale

## Critici
Premiilor le-au fost adresate o mulțime de critici, din partea mai multor grupuri naționale și protectoare a "adevăratei arte a șaptea", care pretind că aceste premii sunt destinate doar marilor producții americane, și că este premiat mai mult comercialul decât arta. Au fost de asemenea calificate drept rasiste până la ceremonia din 2001, când la categoria cel mai bun actor au fost nominalizați doi actori de culoare, iar la categoria cea mai bună actriță o singură actriță de culoare, pe care analiștii îi creditau cu puține șanse, dar în final academia a decernat surprinzător cele două premii actorului de culoare Denzel Washington pentru Zi de instrucție (Training Day) și respectiv singurei actrițe de culoare nominalizate, Halle Berry, pentru Puterea Dragostei (Monster's Ball). Mulți consideră că a fost doar o strategie a organizației de a amortiza polemica rasistă.

## Recorduri
| 1. Ben-Hur (11) 2. Titanic (11) 3. Stăpânul Inelelor: Întoarcerea Regelui (11) 4. Poveste din cartierul de vest (10) 5. Gigi (9) 6. Ultimul împărat (9) 7. Pacientul englez (9) 8. Pe aripile vântului (8) 9. De aici în eternitate (8) 10. Pe chei (8) 11. My Fair Lady (8) 12. Cabaret (8) 13. Gandhi (8) 14. Amadeus (8) 15. Slumdog Millionaire (8) | 1. Totul despre Eva (14) 2. Titanic (14) 3. La La Land (14) 4. Pe aripile vântului (13) 5. De aici în eternitate (13) 6. Mary Poppins (13) 7. Cui i-e frică de Virginia Woolf? (13) 8. Forrest Gump (13) 9. Shakespeare îndrăgostit (13) 10. Stăpânul Inelelor: Frăția Inelului (13) 11. Chicago (13) 12. Strania poveste a lui Benjamin Button (13) 13. Forma apei (13) 14. Oppenheimer (13) |

### Recorduri de film
- În 2003, Stăpânul Inelelor: Întoarcerea Regelui a devenit primul film fantastic care să câștige premiul pentru Cel mai bun film. Tot el este și filmul cu cel mai bun scor perfect la Oscar, câștigând 11 premii din 11 nominalizări.
- Filmul care a câștigat cele mai multe premii fără să câștige premiul pentru Cel mai bun film este Cabaret (1972, 8 premii). A fost nominalizat pentru Cel mai bun film dar a pierdut în favoarea filmului Nașul.
- Doua filme împart recordul pentru cele mai multe nominalizări (11) fără să câștige niciun premiu: Pas decisiv (1977) și Culoarea purpurie (1985).
- Filmul cu cele mai multe nominalizări fără să fie nominalizat pentru Cel mai bun film este Și caii se împușcă, nu-i așa? (1969), cu 9 nominalizări.
- Filmul cu cele mai multe premii câștigate fără să fie nominalizat pentru Cel mai bun film este Urâtul și frumosul (1952, 5 premii).
- Primul film de animație care să fie nominalizat pentru Cel mai bun film este Frumoasa și bestia (1991). Acest record a fost egalat în 2010, când Deasupra tuturor a fost și el nominalizat pentru Cel mai bun film. Frumoasa și bestia și WALL-E dețin și recordul pentru cele mai multe nominalizări acumulate de un film de animație (6).
- Povestea jucăriilor (1995) este primul film de animație care să fie nominalizat pentru Cel mai bun scenariu original.
- Grand Hotel (1932) este singurul film care să câștige premiul pentru Cel mai bun film fără să fie nominalizat la alte categorii.
- Revolta de pe Bounty (1935) este singurul film din care să aibă 3 nominalizări pentru categoria Cel mai bun actor. La puțin timp după aceea, Academia a introdus categoria Cel mai bun actor în rol secundar pentru ca acest lucru să nu se mai întâmple.
- Pe aripile vântului este cel mai lung film care să câștige premiul pentru Cel mai bun film, având o durată de 3 ore și 44 de minute.
- Franța este țara cu cele mai multe nominalizări pentru Cel mai bun film străin (39 de nominalizări, 12 premii), în vreme ce Italia este țara cu cele mai multe premii câștigate în această categorie (14 premii din 32 de nominalizări).

### Recorduri de actori
- Spencer Tracy a fost primul actor care a câștigat Oscarul doi ani consecutivi, pentru Căpitanul mărilor (1937) și Oameni de mâine (1938). Tom Hanks a reușit și el această performanță, câștigând pentru Philadelphia (1993) și Forrest Gump (1994).
- Katharine Hepburn este actrița cu cele mai multe premii câștigate (4) iar Daniel Day-Lewis, Walter Brennan si Jack Nicholson sunt actorii cu cele mai multe premii câștigate (3).
- Bette Davis și Greer Garson sunt actrițele cu cele mai multe nominalizări consecutive pentru rol principal (5).
- Meryl Streep este actrița cu cele mai multe nominalizări acumulate (19) iar Jack Nicholson este actorul cu cele mai multe nominalizări (12).
- Peter O'Toole deține recordul pentru cele mai multe nominalizări (8) fără să câștige un premiu competitiv. A primit premiul de onoare în 2002 pentru întreaga sa carieră artistică.

### Alte recorduri
- Walt Disney deține recordul pentru cele mai multe nominalizări, premii câștigate și premii câștigate într-un an de o persoană (22 de trofee competitive, 4 premii de onoare, 59 de nominalizări și 4 premii câștigate în 1954).
- Cu 49 de nominalizări, compozitorul John Williams deține recordul pentru cele mai multe nominalizări pentru o persoană în viață.
- Compozitorul Alan Menken deține recordul pentru cele mai multe premii competitive (neincluzând premiile onorifice) câștigate de o persoană în viață (8 trofee).
- Compozitorul Victor Young deține recordul pentru cele mai multe nominalizări înainte de a câștiga primul trofeu (21).
- Sunetistul Kevin O'Connell deține recordul pentru cele mai multe nominalizări fără să câștige niciun premiu (20).
- Cele 35 de nominalizări ale lui Edith Head o fac cea mai nominalizată femeie din istorie.
- Editorul de sunet Mark Berger are cel mai bun scor perfect la Premiile Oscar, câștigând patru premii din patru nominalizări. A câștigat pentru Cel mai bun mixaj sonor pentru munca sa în filmele Apocalipsul acum, Cursa spațială, Amadeus și Pacientul englez.
- Pentru categoria Cel mai bun regizor, John Ford deține recordul cu cele mai multe trofee câștigate (4 premii din 5 nominalizări), în timp ce William Wyler deține recordul pentru cele mai multe nominalizări (12 nominalizări, 3 premii câștigate).
- Cea mai tânără persoană care a câștigat un premiu Oscar este Shirley Temple (6 ani).
- Marlon Brando și Robert De Niro sunt singurii actori care au câștigat Oscarul pentru interpretarea aceluiași personaj. Marlon Brando a câștigat pentru interpretarea lui Vito Corleone din Nașul (1973), în vreme ce Robert de Niro a câștigat pentru rol secundar tot pentru interpretarea lui Vito Corleone în Nașul: Partea a II-a (1974).
- Michael Curtiz și Steven Soderbergh sunt singurii care au primit două nominalizări pentru Cel mai bun regizor în același an.
- John Ford, Joseph L. Mankiewicz si Alejandro González Iñárritu sunt singurii regizori care au reușit să câștige premiul pentru Cel mai bun regizor doi ani consecutivi.
- David O. Selznick este singurul producător care a primit premiul pentru Cel mai bun film doi ani consecutivi.
- Christopher Plummer este cel mai în vârstă actor care să câștige Premiul Oscar, având 82 de ani când a câștigat premiul pentru Cel mai bun actor în rol secundar pentru filmul Beginners (2010).
- Jessica Tandy este cea mai în vârstă actriță care să câștige Premiul Oscar, având 80 de ani când a câștigat premiul pentru Cea mai bună actriță pentru filmul Șoferul doamnei Daisy (1989).
- Gloria Stuart este cea mai în vârstă persoană nominalizată, având 87 de ani când a fost nominalizată pentru categoria Cea mai bună actriță în rol secundar pentru filmul Titanic (1997).